# Zwerg-Miere
Die Zwerg-Miere (Cherleria sedoides L., Syn.: Minuartia sedoides (L.) Hiern) ist eine Pflanzenart aus der Gattung der Cherleria innerhalb der Familie der Nelkengewächse (Caryophyllaceae). Die Zwerg-Miere gehört zum „Grundstock“ der „nivalen Flora“.

## Beschreibung und Ökologie

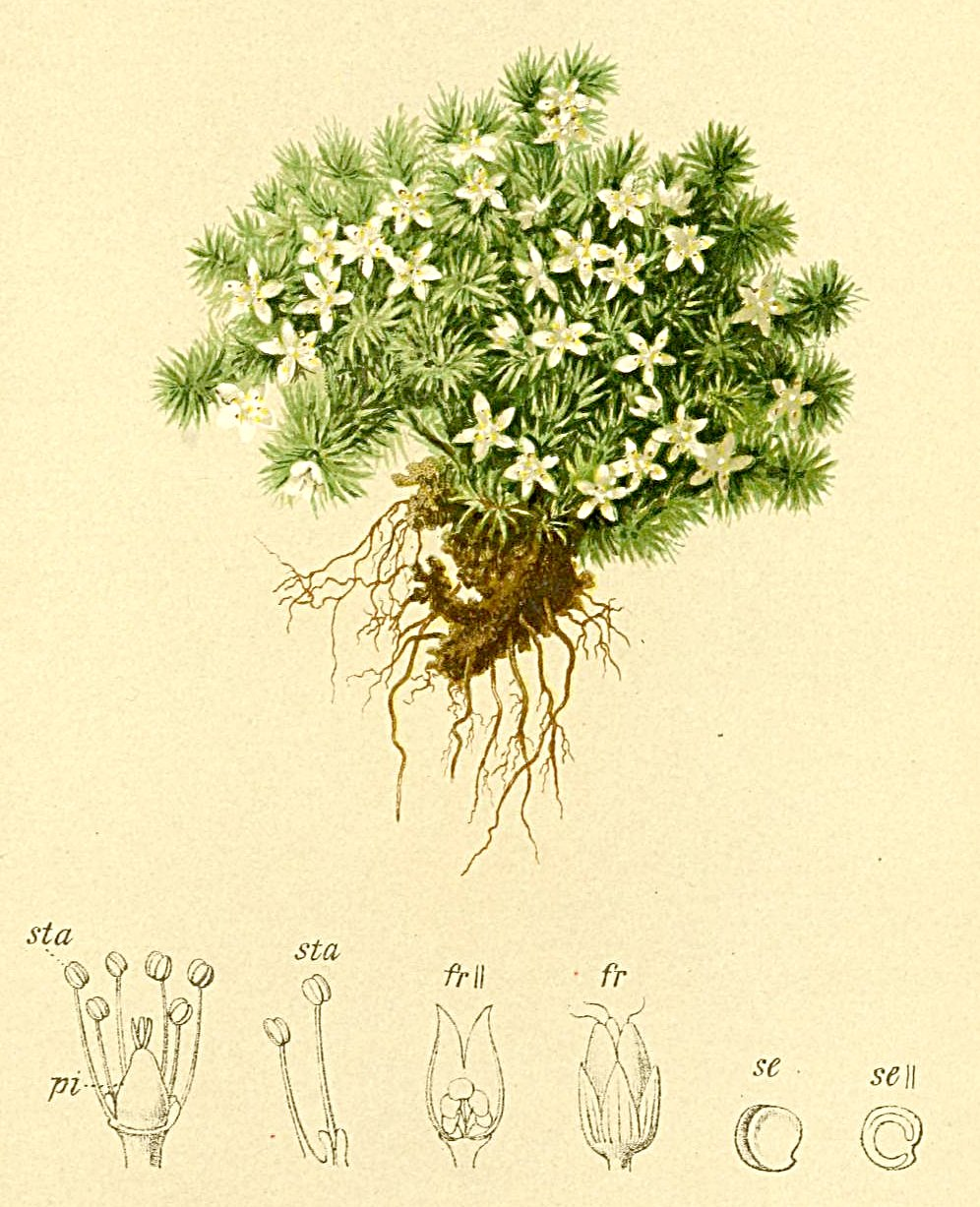
Illustration aus Atlas der Alpenflora

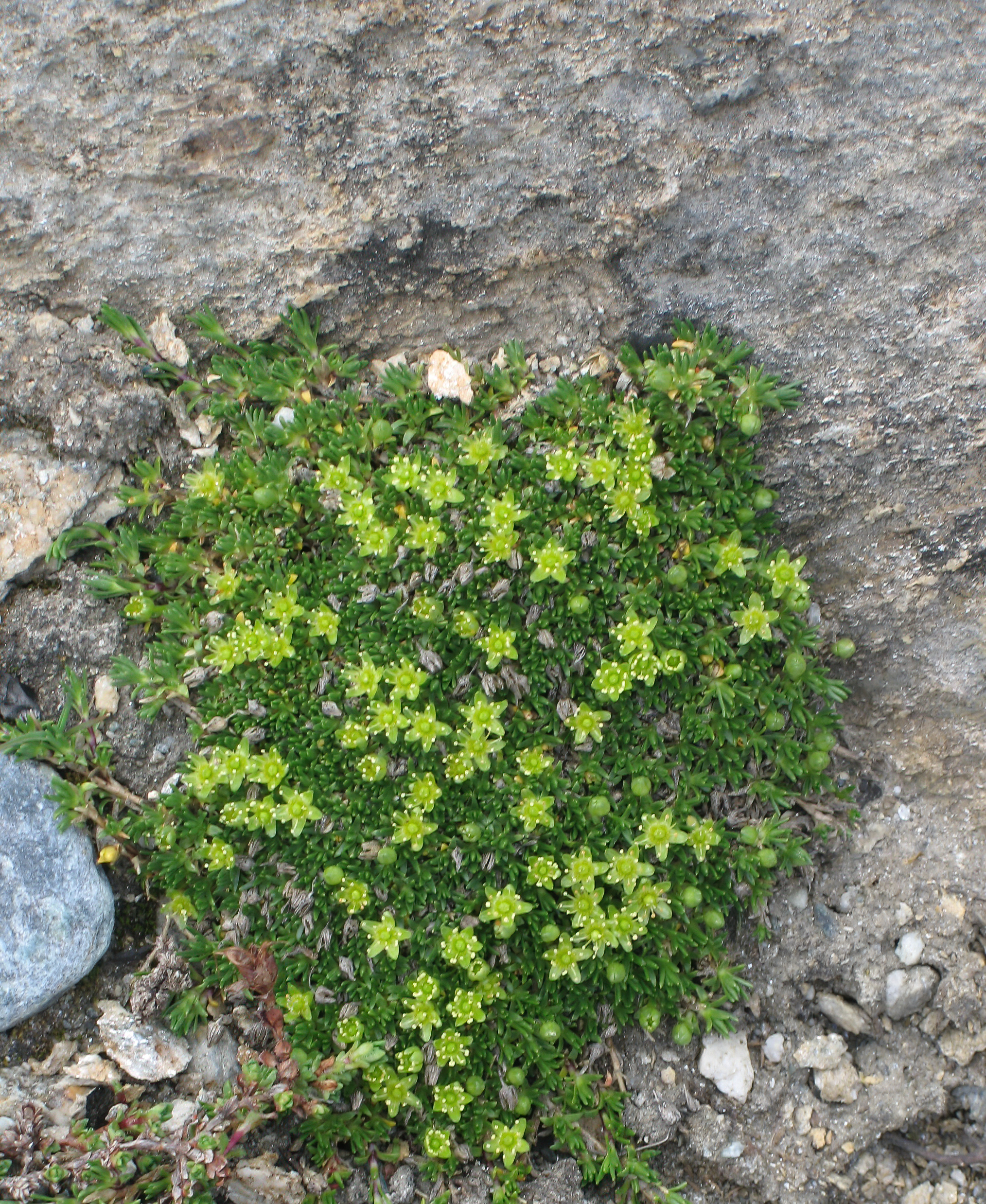
Habitus im Habitat

### Vegetative Merkmale
Die Zwerg-Miere wächst bei Wuchshöhen von 2 bis 6 Zentimetern in halbkugeligen Polstern. Die Grundachse ist reich verästelt mit zahlreichen, gedrängten, im unteren Teil abgestorbene Blätter tragenden, im oberen Teil dicht beblätterten Sprossen.
Die gegenständig angeordneten Laubblätter sind bei einer Länge von 3 bis 6 Millimetern schmal-                                                                                                               linealisch und meist kahl.

### Generative Merkmale
Die Blütezeit reicht Juni bis September. Die Blüten stehen einzeln auf kurzen Stielen. Diese Art entwickelt keine verlängerte, entfernt beblätterte Blütensprosse.
Die zwittrige oder eingeschlechtige Blüte ist fünfzählig mit doppelter Blütenhülle. Die fünf freien Kelchblätter sind bei einer Länge von 1,5 bis 3 Millimetern länglich-linealisch mit stumpfem oberen Ende und gelb-grün. Kronblätter fehlen oder sind wenn vorhanden fädlich und grünlich oder weiß. Jede Blüte enthält zehn oder keine Staubblätter. Die Griffel sind kurz und nur bei den rein weiblichen Blüten lang und fädlich.
Die Kapselfrucht ist bis zu doppelt so lang wie der Kelch. Die Samen sind kugelig-nierenförmig und feinwarzig bis fast glatt.

### Chromosomensatz
Die Chromosomenzahl beträgt 2n = 52, seltener 26 oder 48.

## Ökologie
In die dichten Polster nisten sich gerne andere Pflanzen als „Polstergäste“ ein. Die Pflanze ist unempfindlich gegen Winddürre und Windschliff.
Die Zwerg-Miere kommt fast ganz ohne Kronblätter aus, denn die robusten, gelb-grünen Kelchblätter sind ein guter Schutz gegen das Alpenklima und locken gleichzeitig Fliegen als Bestäuber an. Die Samen reifen während des Winters noch in Höhenlagen von 3100 Metern. Sogar die Kapselfrüchte sind in die Polster eingesenkt, wobei es ungeklärt bleibt, wie die Samen aus den löchrigen Vertiefungen ausgebreitet werden.

## Vorkommen
Die Zwerg-Miere ist in den Alpen, Pyrenäen, Karpaten und Balkan verbreitet. Sie hat Vorkommen in Spanien, Frankreich, Italien, Großbritannien, Deutschland, Schweiz, Österreich, Polen, Slowakei, Rumänien, Slowenien, Kroatien und Montenegro.
Diese Pionierpflanze wächst auf Kalk wie auch auf Silikat, auf Schutt und Fels. Sie ist in Höhenlagen von 1800 bis 3800 Metern anzutreffen. Sie ist eine Charakterart der Ordnung Caricetalia curvulae. Sie kommt oft in Initialstadien auf Moränenboden mit der Ähren-Hainsimse (Luzula spicata) vor. Man findet sie aber auch im Elynetum und in Pflanzengesellschaften des Androsacion alpinae. In den Allgäuer Alpen steigt sie von 1700 Meter im Tiroler Teil am Südwesthang des Aggensteins bis zu 2500 Metern in Bayern an der Trettachspitze auf.
Die ökologischen Zeigerwerte nach Landolt et al. 2010 sind in der Schweiz: Feuchtezahl F = 2+ (frisch), Lichtzahl L = 5 (sehr hell), Reaktionszahl R = 3 (schwach sauer bis neutral), Temperaturzahl T = 1 (alpin und nival), Nährstoffzahl N = 1 (sehr nährstoffarm), Kontinentalitätszahl K = 4 (subkontinental).

## Taxonomie
Die Erstveröffentlichung erfolgte unter dem Namen (Basionym) Cherleria sedoides durch Carl von Linné. Seit 1899 war lange Zeit Minuartia sedoides (L.) Hiern der akzeptierte Name. Nach molekulargenetischen Untersuchungen wurden die Arten der  Minuartia s. l. in elf Gattungen aufgeteilt. Seit Abigail J. Moore und Markus S. Dillenberger 2017 ist Cherleria sedoides L. wieder der akzeptierte Name.
Weitere Synonyme für Cherleria sedoides L. sind: Alsine canaliculata Dulac, Alsine cherleria Peterm., Alsine cherleriana St.-Lag., Arenaria sedoides (L.) Druce, Cherleria caespitosa Lam., Moehringia sedoides (L.) Clairv.